# Rodat (huyện)
Rodat là một huyện thuộc tỉnh Nangarhar, Afghanistan. Dân số thời điểm năm 1999 là 87,402 người.